# 렉스마크
렉스마크(Lexmark)는 레이저 프린터와 이미징 제품들을 제조하는 미국의 사기업이다. 본사는 켄터키주 렉싱턴에 위치해 있다. 2016년부터 3개의 중국 기업의 컨소시엄에 의해 공동 소유되고 있다: 에이펙스 테크놀로지(Apex Technology), PAG 아시아 캐피털(PAG Asia Capital), 레전드 캐피털(Legend Capital).

## 역사
렉스마크는 1991년 3월 27일 클레이튼 & 더빌리어가 IBM의 프린터, 타자기, 키보드의 사업 부문인 IBM 인포메이션 프로덕츠 코퍼레이션의 차입매수를 완수했을 때 설립되었다. 렉스마크는 1995년 11월 15일 뉴욕 증권거래소에 상장되었다.